# 蜂矢敏行
蜂矢 敏行（はちや としゆき、1950年11月16日 - 2001年1月27日）は、岐阜県本巣郡根尾村（※現役当時、現在の同県本巣市）出身で春日野部屋に所属した大相撲力士。本名同じ。最高位は西前頭6枚目（1984年11月場所）。現役時代の体格は180cm、110kg。得意手は左四つ、吊り、寄り。

## 来歴・人物
地元・根尾村の中学校を卒業後、愛知県犬山市のスーパーマーケットに勤務していたが、1967年7月に相撲見物に行った事を切っ掛けに相撲取りになる事を決意。しかし、体重が規定の75kgより下回っていたため、その後故郷に戻って体重増加に努めた。
1年後、春日野部屋への入門を許され、1968年9月場所で初土俵を踏んだ。序ノ口当初から、本名でもある「蜂矢」の四股名で相撲を取り（一時「栃ノ矢」と改名した時期もあったが、すぐに元の「蜂矢」の名に戻している）、1976年5月場所で新十両に昇進。以降は、幕下と十両との往復を幾度も繰り返した。だが、十両24場所目の1981年9月場所では東十両5枚目に在って10勝5敗と好成績を残し、これを手土産に翌11月場所で念願の新入幕を果たした。序ノ口に付いてから約13年、80場所目での超スロー入幕であった。
小兵だが腕力は強く、投げや吊り寄りの大きい相撲を取ったが、頭をつけて食い下がる相撲は少なかった。そのため幕内では通用しなかったが、十両在位は歴代1位（大潮とタイ）の55場所と、息の長い土俵生活を送った。
再入幕を果たした1984年9月場所では、東前頭14枚目の地位で10勝を挙げている。
1985年1月場所を最後に幕内から遠ざかり、以降は長く十両で相撲を取ったが、幕下に落ちて全休した1987年9月場所を以って36歳で引退した。
春日野部屋が出羽海一門という事から、同じ一門で力士の人数が少なかった三保ヶ関部屋で横綱・北の湖の付け人を長く務め、“北の湖の参謀”と呼ばれた。その縁から、引退後は北の湖親方から年寄名跡の「小野川」を借り、春日野部屋から北の湖部屋へと移籍して後進の指導に当たった。後に協会の仕事で多忙となった北の湖に代わる、部屋の現場監督のような立場となった。私生活では1986年10月に宮城テレビ放送のキャスターだった壺谷暁美と結婚した。
2001年1月27日、上顎がんのため、東京都内の病院で死去。50歳没。

## 主な成績・記録
- 通算成績：638勝625敗7休 勝率.505
- 幕内成績：26勝34敗 勝率.433
- 十両成績：399勝426敗 勝率.484
- 現役在位：114場所
- 幕内在位：4場所
- 十両在位：55場所（史上1位タイ）
- 各段優勝
  - 十両優勝：1回（1976年7月場所）
  - 幕下優勝：1回（1976年3月場所）
- 通算連続出場：1263回（史上12位。初土俵からの記録では史上9位。1968年11月場所 - 1987年7月場所）

### 場所別成績
| | 一月場所 初場所（東京） | 三月場所 春場所（大阪） | 五月場所 夏場所（東京） | 七月場所 名古屋場所（愛知） | 九月場所 秋場所（東京） | 十一月場所 九州場所（福岡） |
| --- | ----------------------- | ----------------------- | ----------------------- | --------------------------- | ----------------------- | --------------------------- |
| 1968年 （昭和43年） | x                       | x                       | x                       | x                           | （前相撲）              | 東序ノ口8枚目 6–1           |
| 1969年 （昭和44年） | 東序二段26枚目 3–4      | 東序二段33枚目 3–4      | 東序二段39枚目 6–1      | 東三段目85枚目 3–4          | 東三段目94枚目 4–3      | 西三段目79枚目 4–3          |
| 1970年 （昭和45年） | 西三段目63枚目 4–3      | 東三段目47枚目 3–4      | 西三段目53枚目 4–3      | 西三段目32枚目 5–2          | 西三段目10枚目 3–4      | 東三段目21枚目 6–1          |
| 1971年 （昭和46年） | 東幕下49枚目 4–3        | 東幕下40枚目 2–5        | 東幕下60枚目 5–2        | 東幕下35枚目 3–4            | 西幕下41枚目 5–2        | 東幕下24枚目 3–4            |
| 1972年 （昭和47年） | 東幕下31枚目 4–3        | 西幕下26枚目 3–4        | 西幕下31枚目 5–2        | 西幕下18枚目 2–5            | 東幕下31枚目 4–3        | 東幕下29枚目 2–5            |
| 1973年 （昭和48年） | 西幕下50枚目 3–4        | 西幕下58枚目 4–3        | 東幕下52枚目 5–2        | 東幕下32枚目 3–4            | 東幕下42枚目 3–4        | 東幕下52枚目 6–1            |
| 1974年 （昭和49年） | 西幕下23枚目 6–1        | 東幕下8枚目 2–5         | 東幕下26枚目 6–1        | 西幕下7枚目 3–4             | 東幕下12枚目 4–3        | 西幕下10枚目 1–6            |
| 1975年 （昭和50年） | 東幕下37枚目 4–3        | 東幕下32枚目 2–5        | 東幕下52枚目 6–1        | 東幕下25枚目 4–3            | 西幕下19枚目 2–5        | 東幕下38枚目 5–2            |
| 1976年 （昭和51年） | 東幕下25枚目 4–3        | 西幕下19枚目 優勝 7–0   | 東十両12枚目 7–8        | 東十両13枚目 優勝 11–4      | 東十両2枚目 4–11        | 西十両7枚目 6–9             |
| 1977年 （昭和52年） | 西十両10枚目 7–8        | 西十両11枚目 8–7        | 東十両8枚目 8–7         | 東十両6枚目 8–7             | 西十両2枚目 3–12        | 東十両12枚目 8–7            |
| 1978年 （昭和53年） | 西十両9枚目 7–8         | 西十両13枚目 3–12       | 東幕下13枚目 4–3        | 東幕下7枚目 2–5             | 西幕下23枚目 5–2        | 西幕下10枚目 4–3            |
| 1979年 （昭和54年） | 西幕下7枚目 6–1         | 西十両12枚目 8–7        | 東十両10枚目 7–8        | 東十両10枚目 7–8            | 東幕下筆頭 3–4          | 東幕下7枚目 4–3             |
| 1980年 （昭和55年） | 東幕下4枚目 5–2         | 東幕下筆頭 4–3          | 東十両13枚目 8–7        | 東十両11枚目 8–7            | 西十両6枚目 5–10        | 西十両10枚目 8–7            |
| 1981年 （昭和56年） | 東十両7枚目 6–9         | 東十両11枚目 10–5       | 西十両3枚目 7–8         | 西十両3枚目 7–8             | 東十両5枚目 10–5        | 東前頭13枚目 5–10           |
| 1982年 （昭和57年） | 東十両4枚目 6–9         | 西十両7枚目 7–8         | 西十両9枚目 7–8         | 西十両10枚目 9–6            | 東十両5枚目 7–8         | 西十両7枚目 7–8             |
| 1983年 （昭和58年） | 西十両9枚目 8–7         | 西十両8枚目 7–8         | 東十両9枚目 8–7         | 西十両6枚目 8–7             | 東十両5枚目 6–9         | 西十両8枚目 8–7             |
| 1984年 （昭和59年） | 西十両5枚目 6–9         | 西十両9枚目 11–4        | 西十両3枚目 7–8         | 東十両5枚目 10–5            | 東前頭14枚目 10–5       | 西前頭6枚目 6–9             |
| 1985年 （昭和60年） | 西前頭11枚目 5–10       | 西十両2枚目 6–9         | 東十両6枚目 6–9         | 東十両9枚目 9–6             | 東十両6枚目 8–7         | 東十両4枚目 8–7             |
| 1986年 （昭和61年） | 西十両2枚目 6–9         | 東十両5枚目 7–8         | 西十両6枚目 6–9         | 東十両12枚目 9–6            | 東十両7枚目 7–8         | 東十両9枚目 8–7             |
| 1987年 （昭和62年） | 東十両6枚目 9–6         | 東十両2枚目 7–8         | 東十両5枚目 6–9         | 西十両9枚目 4–11            | 東幕下7枚目 引退 0–0–7  | x                           |
| 各欄の数字は、「勝ち-負け-休場」を示す。 優勝 引退 休場 十両 幕下 三賞：敢=敢闘賞、殊=殊勲賞、技=技能賞 その他：★=金星 番付階級：幕内 - 十両 - 幕下 - 三段目 - 序二段 - 序ノ口 幕内序列：横綱 - 大関 - 関脇 - 小結 - 前頭（「#数字」は各位内の序列） |                         |                         |                         |                             |                         |                             |

## 幕内対戦成績
| 力士名   | 勝数 | 負数 | 力士名 | 勝数 | 負数 | 力士名   | 勝数 | 負数 | 力士名 | 勝数 | 負数 |
| -------- | ---- | ---- | ------ | ---- | ---- | -------- | ---- | ---- | ------ | ---- | ---- |
| 青葉城   | 2    | 1    | 青葉山 | 1    | 0    | 板井     | 0    | 1    | 岩波   | 1    | 0    |
| 大潮     | 0    | 1    | 巨砲   | 1    | 0    | 大錦     | 1    | 2    | 魁輝   | 1    | 1    |
| 霧島     | 1    | 0    | 麒麟児 | 0    | 2    | 蔵間     | 1    | 2    | 高望山 | 0    | 2    |
| 琴千歳   | 1    | 0    | 逆鉾   | 1    | 0    | 佐田の海 | 0    | 1    | 陣岳   | 0    | 2    |
| 太寿山   | 1    | 0    | 大徹   | 3    | 0    | 大飛     | 0    | 1    | 隆三杉 | 1    | 2    |
| 高見山   | 0    | 1    | 多賀竜 | 0    | 2    | 出羽の花 | 2    | 1    | 闘竜   | 2    | 0    |
| 飛騨乃花 | 1    | 1    | 富士櫻 | 0    | 1    | 鳳凰     | 1    | 3    | 水戸泉 | 0    | 1    |

## 改名歴
- 蜂矢 敏行（はちや としゆき）1968年11月場所 - 1972年5月場所
- 栃ノ矢 敏行（とちのや としゆき）1972年7月場所 - 1973年1月場所
- 蜂矢 敏行（はちや としゆき）1973年3月場所 - 1987年9月場所

## 年寄変遷
- 小野川 敏行（おのがわ としゆき）1987年9月 - 2001年1月